# Konstal 105Na
Konstal 105Na je oznaka klasičnih tramvaji, ki so jih izdelovali v poljskem Konstalu. Model je visokopodni. Na Poljskem so jih izdelovali med letoma 1979 in 1992, ko ga je nasledil model Konstal 105N. Tramvaj 105Na obratuje v vseh poljskih mestih s tramvajskim omrežjem.

## Tramvaji 105Na
- Konstal 105Na v Poznanju
- Modifikacija 105N2k/2000 v Szczecinu
- Konstal 105Na v Varšavi
- Konstal 105Na v Krakovu
- Konstal 105Na v Čenstohovi